# Phyllotis
Phyllotis (Філотіс) — рід гризунів з родини Хом'якові (Cricetidae), які живуть в Південній Америці.

## Опис
Довжина голови й тіла від 7 до 15 сантиметрів, хвіст довжиною від 5 до 17 сантиметрів і вага від 20 до 100 грамів. Хутро сіро-коричневе, жовте або червонувато-коричневе на верхній стороні, низ білий або світло-сірий.

## Проживання
Тварини проживають від Еквадору через Перу і Болівію до Чилі та Аргентини. Вони населяють савани, кущові землі, пустелі й гірські райони і зустрічаються до 5000 метрів над рівнем моря.

## Звички
Притулком їх служать щілини, печери або занедбані нори інших тварин. Залежно від виду вони можуть бути активними вночі, в сутінках або протягом дня. Дієта складається з насіння, частин зелених рослин і лишайників.